# Parc Levelt
Parc Levelt – stadion piłkarski w Saint-Marc, na Haiti. Został otwarty w grudniu 1950 roku meczem sparingowym drużyny złożonej z lokalnych zawodników z zespołem Violette AC, który gospodarze wygrali 4:0. Obiekt może pomieścić 5000 widzów. Swoje spotkania obecnie rozgrywają na nim drużyny Baltimore Saint-Marc oraz Tempête Saint-Marc